# Orangegelber Breitflügelspanner
Der Orangegelbe Breitflügelspanner (Agriopis aurantiaria), auch Orangegelber Frostspanner genannt, ist ein Schmetterling (Nachtfalter) aus der Familie der Spanner (Geometridae).

## Merkmale

### Falter
Zwischen den beiden Geschlechtern besteht ein starker Sexualdimorphismus. 
Die Männchen haben normal entwickelte Flügel, erreichen eine Flügelspannweite von etwa 26 bis 35 Millimetern und zeigen eine dunkel goldgelbe oder orangegelbe bis hellbraune Grundfärbung auf den Vorderflügeln, die außerdem mit vielen schwarzen Schuppen überstäubt sind. Zuweilen treten Exemplare mit großen schwarzen Flecken im Saumbereich auf. Das Mittelfeld ist von dunklen Querlinien eingefasst, von denen die innere gerade und die äußere mit einem Bogen verläuft. Die Hinterflügel schimmern im Grundfarbton der Vorderflügel, sind jedoch stets blasser gefärbt und zeigen ebenfalls zwei dünne, dunkle Querlinien. Die Fühler sind doppelt sägekammartig.
Die flugunfähigen Weibchen haben fast komplett zurückgebildete Flügel, eine plumpe, am Ende spitz auslaufende Körperform und eine graubraune Färbung. Die Stummelflügel besitzen eine graue Farbe mit zwei schwarzen Querlinien. Einen ähnlichen Sexualdimorphismus gibt es vereinzelt auch bei anderen Nachtfalterarten, beispielsweise beim Eckfleck-Bürstenspinner (Orgyia recens).

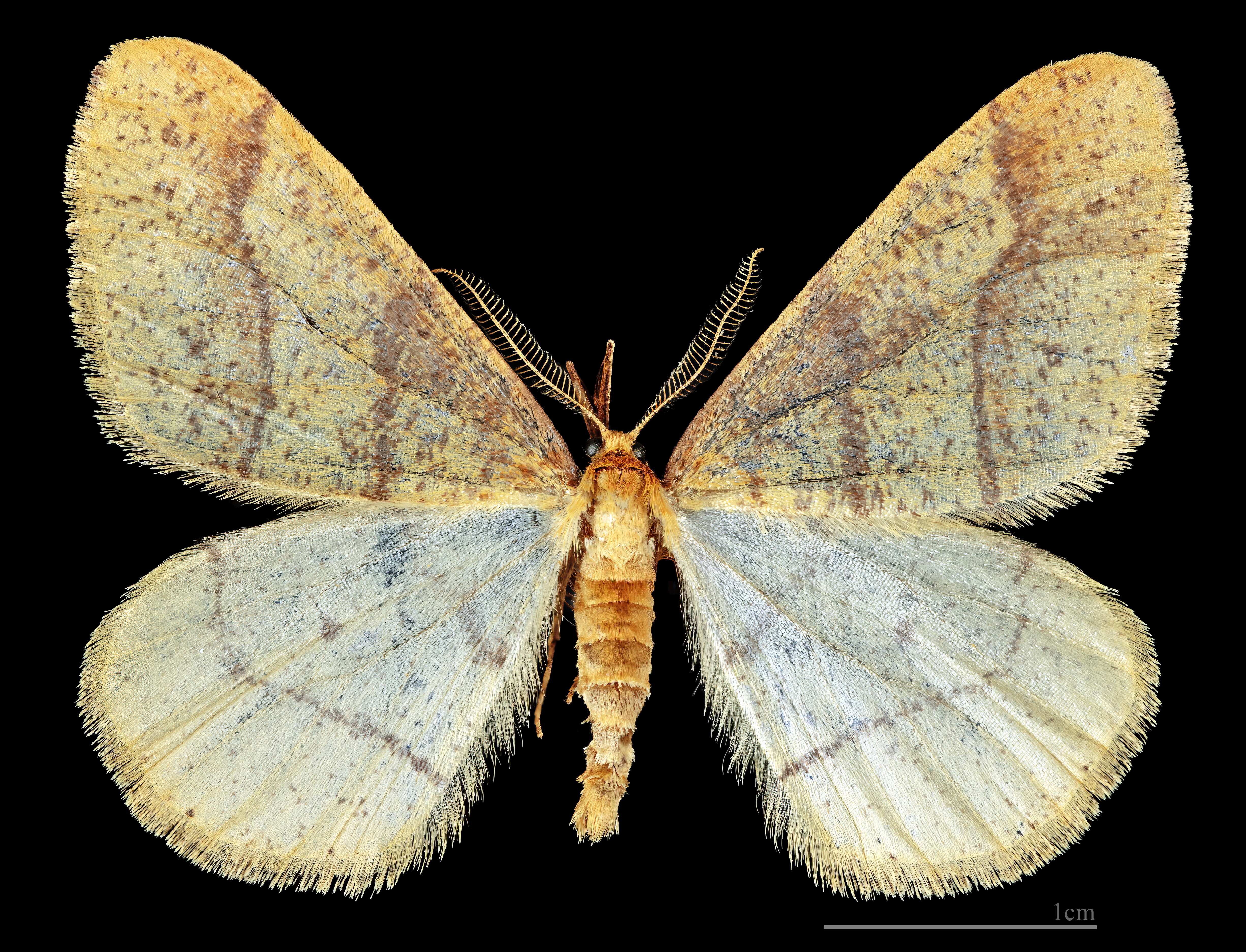
♂
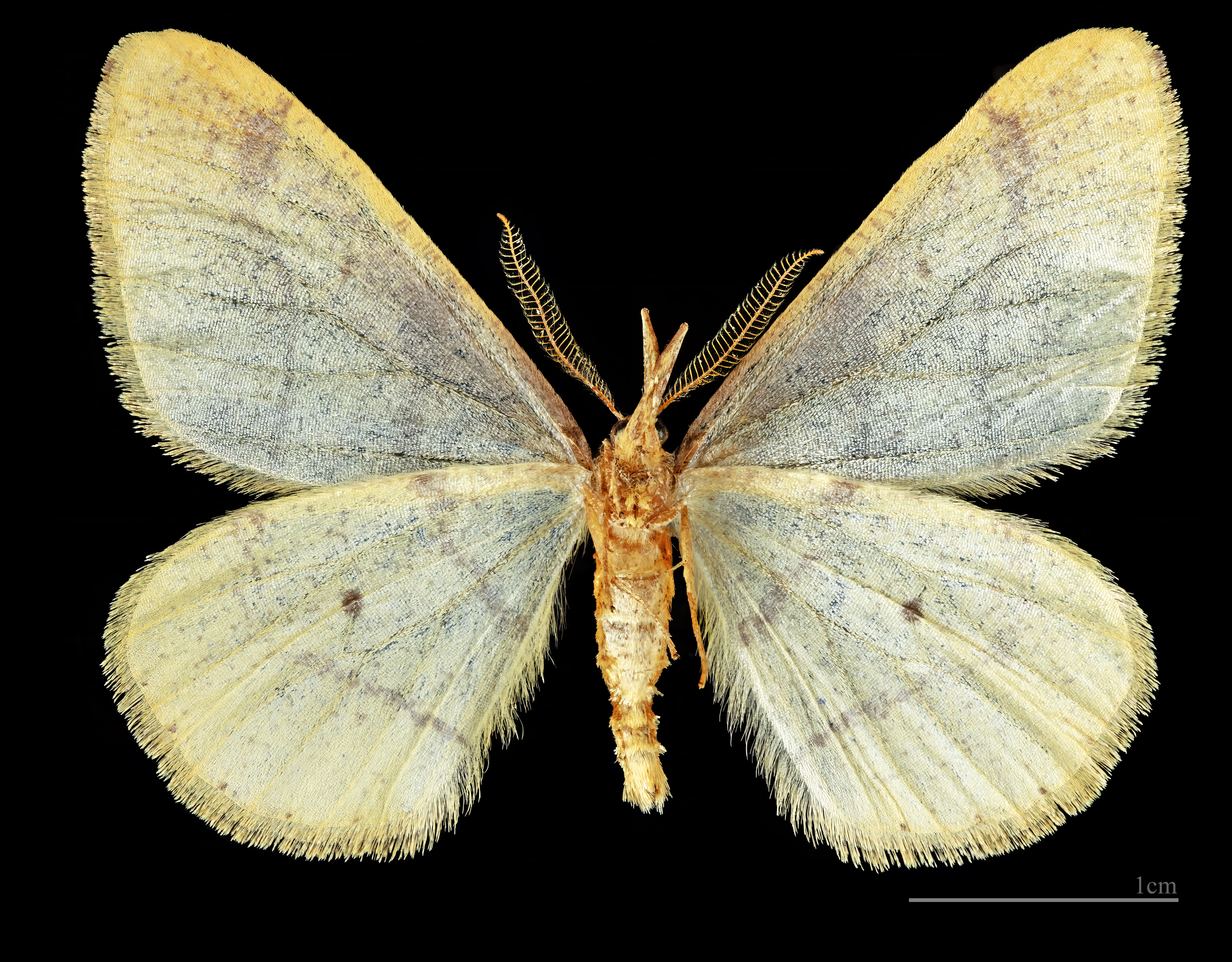
♂ △
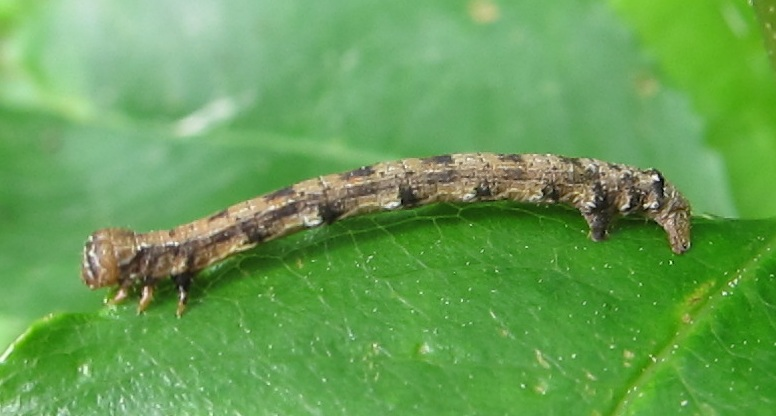

### Ei, Raupe, Puppe
Das weißliche Ei ist oval, an der Unterseite abgeflacht und mit vielen Rippen versehen.
Erwachsene Raupen variieren in ihrer Färbung beträchtlich. So kommen braune Exemplare mit breiten, dunklen Seitenstreifen ebenso vor wie braunfleckige mit hellen Stigmen.
Die Puppe hat eine rotbraune Farbe und eine gegabelte Spitze am Kremaster.

### Ähnliche Arten
- Der Graugelbe Breitflügelspanner (Agriopis margiaria) unterscheidet sich durch die blassere graugelbe Grundfarbe und die stärker gebogene äußere Querlinie. Da die Falter dieser Art außerdem im Frühjahr leben, ist eine jahreszeitliche Überlappung ausgeschlossen.
- Beim eher bräunlich gefärbten Großen Frostspanner (Erannis defoliaria) ist die Begrenzung des Mittelfeldes meist breiter angelegt und stärker gezackt.

### Unterarten
- Agriopis aurantiaria aurantiaria[1]
- Agriopis aurantiaria cleui[1]
- Agriopis aurantiaria lariciaria[1]

## Geographische Verbreitung und Vorkommen
Der Orangegelbe Breitflügelspanner ist von Spanien durch Mitteleuropa bis nach Russland  verbreitet. Im Süden ist er vom westlichen Mittelmeerraum bis ins Schwarzmeergebiet und zum Kaukasus anzutreffen. Seine nördliche Verbreitung reicht bis ins mittlere Fennoskandinavien. Die Art ist an vielen unterschiedlichen Plätzen anzutreffen, dazu gehören Laubwälder, Obstplantagen, Gärten sowie Parkanlagen und Siedlungsgebiete.

## Lebensweise
Die nachtaktiven Falter bilden eine Generation im Jahr und leben überwiegend im Oktober und November, zuweilen bis in den Dezember hinein. Die Männchen besuchen gerne künstliche Lichtquellen, die Weibchen findet man in der Regel ruhend an den Stämmen verschiedener Bäume. Die Raupen können von Mai bis Juni angetroffen werden. Sie leben polyphag an verschiedensten Laubholzgewächsen und niedrigen Pflanzen. Dazu gehören Weiden- (Salix), Buchen- (Fagus), Birken- (Betula), Eichen- (Quercus), Ulmen- (Ulmus), Lindenarten (Tilia) sowie  Schlehdorn (Prunus spinosa), Himbeere (Rubus idaeus), Heidelbeere (Vaccinium myrtillus) und viele andere. Überwinterungsstadium ist das Ei.

## Gefährdung
Der Orangegelbe Breitflügelspanner ist in den deutschen Bundesländern weit verbreitet und wird auf der Roten Liste gefährdeter Arten als nicht gefährdet geführt.

## Waldschäden
2025 wurden in der Schweiz erstmals größere Waldschäden entdeckt.